# Alan Williams (rugby à XV, 1987)
Pour les articles homonymes, voir Alan Williams et Williams.

a Compétitions nationales et continentales officielles uniquement.

b Matchs officiels uniquement.
Dernière mise à jour le 25 février 2017.
Alan Williams est un joueur belge de rugby à XV évoluant en équipe nationale depuis 2004. Il joue actuellement au poste d' ouvreur ou arrière au Rugby Club Soignies en D1 belge. Il a permis à son équipe de soulever la coupe de Belgique en 2018 et la BeNeCup en 2019.

## Biographie
En 2006, il faisait partie de l'équipe belge qui a gagné le tournoi européen du groupe B des moins de 20 ans. Il est également l'auteur du seul essai belge contre les Pumas argentins lors du match Belgium Barbarians-Argentine du 25 août 2007. De 2007 à 2010, il a joué dans l'équipe Espoirs du Castres olympique.
Il est actuellement le meilleur marqueur de l'histoire de la sélection belge et a franchi la barre des 700 points marqués face au Portugal en 2020.

## Palmarès
- Champion d'Europe groupe B (U20) 2007 avec la Belgique
- Champion de France Reichel (U21) 2008 avec le Castres olympique
- Champion d'Europe des Nations div 1B (6 Nations C) 2011-2012 avec la Belgique
- Emirates Airlines Cup of Nations 2012 avec la Belgique
- Champion d'Europe des Nations div 1B (6 Nations C) 2015-2016 avec la Belgique
- Coupe de Belgique 2018 avec le Rugby Club Soignies
- BeNeCup 2019 avec le Rugby Club Soignies
- Champion d'Europe Trophy 2021-2022

## Sélections
- 3 sélections U18
- 41 points (4 transformations, 11 pénalités)

- 3 sélections U20
- 50 points  (1 essai, 15 transformations, 4 pénalités, 1 drop)

- 78 sélections seniors
- 793 points (15 essais, 128 transformations, 140 pénalités , 14 drops)[1]